# Karate Kid: Legends
Karate Kid: Legends è un film del 2025 diretto da Jonathan Entwistle e scritto da Rob Lieber.
Con una trama ambientata tre anni dopo gli eventi della sesta stagione della serie Cobra Kai (2018-2025), è il sesto film del franchise The Karate Kid, dopo The Karate Kid (2010). Il film vede come protagonisti Jackie Chan e Ralph Macchio, entrambi ripresi nei ruoli dei film precedenti, con Ben Wang come protagonista accanto a Joshua Jackson, Sadie Stanley e Ming-Na Wen. È il primo film della serie a non essere prodotto da Jerry Weintraub, scomparso nel 2015.

## Trama
Il film inizia con un flashback nell'estate del 1986. il maestro Miyagi racconta all'allora adolescente Daniel LaRusso le origini del karate Miyagi-Do. L'antenato di Miyagi, Shimpo, vissuto nel XVI secolo, mentre pescava al largo delle coste di Okinawa, venne colto da una tempesta, finendo sulle coste della Cina. Lì venne accolto dalla famiglia Han, che gli insegnò il Kung fu. Al suo ritorno a Okinawa, Shimpo ribattezzò il kung fu che aveva imparato e adattato "Karate" (ovvero "mano vuota"), e iniziò a insegnarlo alla sua famiglia, mantenendo nel mentre sempre una profonda amicizia con la famiglia Han.
Nel presente, dopo gli avvenimenti di anni prima, Mr. Han ha aperto una scuola di kung fu a Pechino, dove insegna l'arte del combattimento con i suoi metodi particolari, ma efficaci. Tra i suoi migliori studenti c'è il suo pronipote, Li Fong.
La madre di Li, la dottoressa Fong, nipote di Han, arriva una sera per dire a Li e a Mr. Han di aver accettato un lavoro a New York, e di conseguenza i due dovranno lasciare Pechino. Inoltre, poiché lei ritiene le arti marziali responsabili anni prima della morte di Bo, il fratello di Li, fa promettere al figlio di non combattere più.
A New York, Li ha inizialmente difficoltà ad ambientarsi. Tuttavia, la prima sera, mentre esce, conosce Victor Lipani, ex campione di boxe e ora proprietario della pizzeria sotto casa, e sua figlia Mia, che sembra subito prendere in simpatia Li e si offre di aiutarlo ad ambientarsi in città. A mettersi in mezzo tra i due, tuttavia, si mette Conor Day, un ragazzo aggressivo, ma abilissimo nelle arti marziali, un tempo fidanzato di Mia. Conor e Li finiscono per affrontarsi a scuola, ma Li si rende conto che Conor è un avversario molto più forte di lui, venendo messo a tappeto.
Una notte, Li assiste all'aggressione di Victor da parte di delinquenti inviati da O'Shea, uno strozzino a cui Victor deve dei soldi, proprietario del dojo di karate dove si allena Conor. Li è costretto a intervenire, mettendo a tappeto gli aggressori. Impressionato dalle sue abilità, Victor chiede a Li di allenarlo, per tornare a combattere, saldare il suo debito e salvare la pizzeria. Li è titubante, ma accetta dopo averne discusso al telefono con Han. In seguito diventa anche dipendente di Victor in pizzeria. Una sera confessa anche a Mia che la morte di Bo è stata causata da un avversario che aveva battuto poche ore prima a un importante torneo di kung fu. Questi, volendo vendicarsi, lo aveva accoltellato, e Li non era stato in grado di intervenire.
La sera del match di ritorno di Victor, il suo avversario, eseguendo gli ordini di O'Shea (in quanto ha scommesso su di lui), lo stordisce con colpi illegali, mandando Victor in ospedale. Li, paralizzato dal ricordo della morte del fratello, non interviene, suscitando la delusione di Mia. Anche la madre di Li, che lavora nell'ospedale, esprime la sua delusione per il continuo coinvolgimento di Li nelle arti marziali.
Qualche giorno dopo, Han arriva a New York, dopo che Li ha ignorato le sue telefonate. Dopo aver scoperto la verità, Han incoraggia Li a tornare alle arti marziali per partecipare all'imminente Torneo Five Boroughs, una competizione di arti marziali che ha come premio 50.000 dollari. Per Li, partecipare significherebbe sia aiutare i suoi amici, sia affrontare il suo passato. Il suo amico e tutor Alan offre il suo giardino pensile come campo di allenamento improvvisato.
Nel mentre, Han vola a Los Angeles per chiedere aiuto all'ex allievo dell'ormai defunto Miyagi, Daniel LaRusso. Si scopre che Han e Miyagi erano sempre stati buoni amici, grazie al rapporto che ha sempre legato le rispettive famiglie. Sebbene inizialmente esitante, Daniel li raggiunge a New York. Nel frattempo, Victor si riprende dalle ferite, e Mia e Li si riconciliano.
Nella settimana che segue, Li si allena sia nel kung fu, con Han, che nel karate Miyagi-Do, con Daniel. I tre sviluppano anche una nuova variante del Calcio del Drago, mossa distintiva del fratello di Li, per indurre l'avversario a un contrattacco, che Li può poi schivare e invertire a suo vantaggio.
Il Torneo inizia, e Li si fa strada fino alla finale contro Conor. Han convince anche la madre di Li ad assistere, facendole capire che le arti marziali fanno bene a Li, poiché lo aiutano a superare il suo tragico passato. Li e Conor si affrontano in un intenso combattimento, dove Conor inizialmente ha la meglio, ma Li si riprende e riesce a pareggiare il punteggio. Nell'incontro finale, Li mette a segno il suo Calcio del Drago adattato, vincendo l'incontro e superando le sue paure. Conor prova a reagire nonostante la fine del match, ma Li lo sconfigge rapidamente e lo mette al tappeto, ma senza ferirlo gravemente, guadagnandosi così il rispetto di Conor.
Con il suo debito ripagato e la nuova fama acquisita, Victor apre una seconda pizzeria, e Li e Mia iniziano una relazione. Mr. Han torna a Pechino, facendo promettere a Li e a sua madre di rivedersi. A Los Angeles, Daniel riceve una pizza surgelata da Li con un biglietto e una foto all'interno come ringraziamento. Daniel e Johnny Lawrence discutono se la pizza di New York sia migliore di quella californiana, e Johnny propone una nuova idea imprenditoriale: una pizzeria a tema dojo chiamata Miyagi-Dough, con grande disappunto di Daniel.

## Produzione
Lo sviluppo del film iniziò a settembre 2022, con Entwistle che si è occupato della regia e con Lieber che ha scritto la sceneggiatura a novembre 2023. È un sequel dei film originali del franchise con protagonista Macchio e del film del 2010 con protagonista Jackie Chan, unendoli con Cobra Kai in un unico universo.
Le riprese si sono svolte da aprile 2024 a giugno 2024.

## Distribuzione
Prodotto dalla Columbia Pictures, il film è uscito negli Stati Uniti e in Canada il 30 maggio 2025 distribuito da Sony Pictures Entertainment e in Italia il 5 giugno seguente distribuito da Eagle Pictures.

## Accoglienza

### Incassi
Il film ha incassato 52547391 $ in Nord America e 57800000 $ nel resto del mondo, per un totale di 110347391 $. In Italia ha incassato 995127 €.

### Critica
Su Rotten Tomatoes il film ha il 59% di recensioni positive, su Metacritic il voto medio è di 51/100.